# Ignacio Allende Chico
Ignacio Allende Chico är en ort i Mexiko.   Den ligger i kommunen Hidalgotitlán och delstaten Veracruz, i den sydöstra delen av landet, 500 km öster om huvudstaden Mexico City. Ignacio Allende Chico ligger 43 meter över havet och antalet invånare är 110.
Terrängen runt Ignacio Allende Chico är huvudsakligen platt, men den allra närmaste omgivningen är kuperad. Runt Ignacio Allende Chico är det ganska glesbefolkat, med 29 invånare per kvadratkilometer. Närmaste större samhälle är Cahuapan, 4,5 km öster om Ignacio Allende Chico. Trakten runt Ignacio Allende Chico består till största delen av jordbruksmark.